# Maison natale de Vojislav Manojlović
La maison natale de Vojislav Manojlović (en serbe cyrillique : Родна кућа народног хероја Војислава Манојловића ; en serbe latin : Rodna kuća narodnog heroja Vojislava Manojlovića) se trouve à Banja, dans la municipalité d'Aranđelovac et dans le district de Šumadija, en Serbie. Elle est inscrite sur la liste des monuments culturels protégés de la République de Serbie (identifiant no SK 725).

## Présentation
La maison est située dans un hameau appelé Kosa, sur la rive droite de la rivière Kubršnica. Elle était autrefois construite en partie en bois et en partie en matériaux plus solides mais, aujourd'hui, le bois a été remplacé par la brique.
Le Héros national Vojislav Manojlović est né dans cette maison le 11 janvier 1925. Devenu membre de la Ligue de la jeunesse communiste de Yougoslavie (SKOJ) en 1942, il a participé à la lutte de libération nationale à partir de 1943. Il a été tué le 14 septembre 1944 par les Tchetniks près de Veliki Šiljegovac et a été proclamé Héros national le 12 janvier 1945.